# 多菲内路

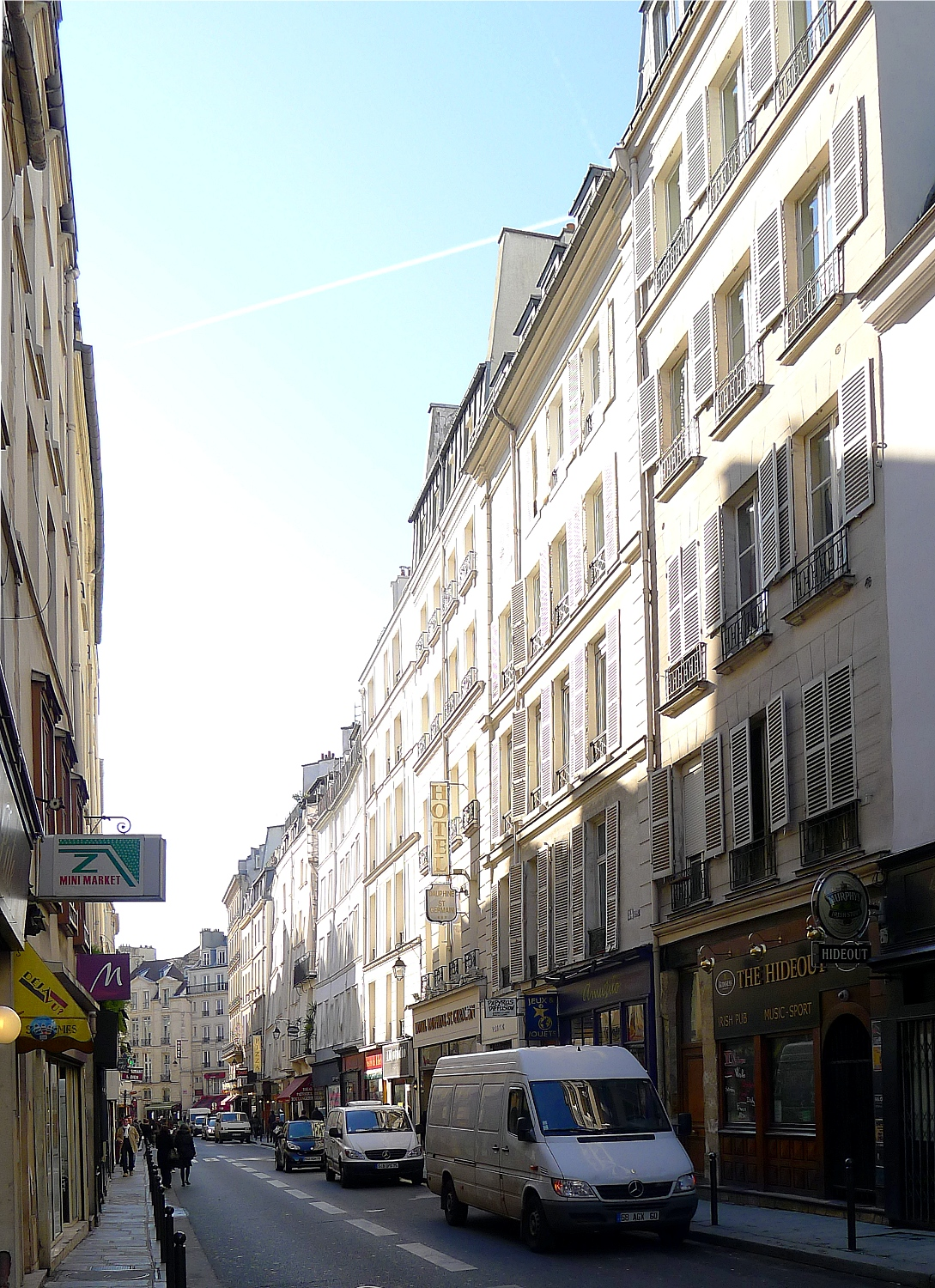

多菲内路（法語：Rue Dauphine）是法国巴黎第六区的圣日耳曼德佩区的一条街道。它因亨利四世的儿子而得名。
多菲内路前面，正好是横跨塞纳河的新橋。